# Сігні (антарктична станція)
Сігні (англ. Signy Research Station) — британська сезонна (літня) науково-дослідна станція в Антарктиці, заснована у 1947 році. Розташована на висоті 5 м над р. м. на однойменному острові. Населення становить до 10 осіб. Одна з найстаріших станцій в Антарктиді.
База станції має чотири будівлі. Сезонність роботи обмежена напрямком досліджень. На станції встановлені спеціальні датчики, які протягом всього року фіксують дані про товщину льоду на острові.